# Urbania
Urbania, voorheen Casteldurante, is een gemeente in de Italiaanse provincie Pesaro-Urbino (regio Marche). De gemeente was in de zestiende eeuw het centrum van de Italians Majolica-nijverheid. 
In 2004 telde Urbania 6804 inwoners (31-12-2004). De oppervlakte bedraagt 77 km², de bevolkingsdichtheid is 88 inwoners per km². De volgende frazioni maken deel uit van de gemeente: Barca, Campi Resi, Campolungo, Gualdi, Muraglione, Orsaiola, Ponte San Giovanni, San Lorenzo in Torre, San Vincenzo in Candigliano, Santa Maria del Piano, Santa Maria in Campolungo, Santa Maria in Spinaceti. Urbania grenst aan de volgende gemeenten: Acqualagna, Apecchio, Cagli, Fermignano, Peglio, Piobbico, Sant'Angelo in Vado, Urbino. De gemeente ligt op ongeveer 273 m boven zeeniveau.

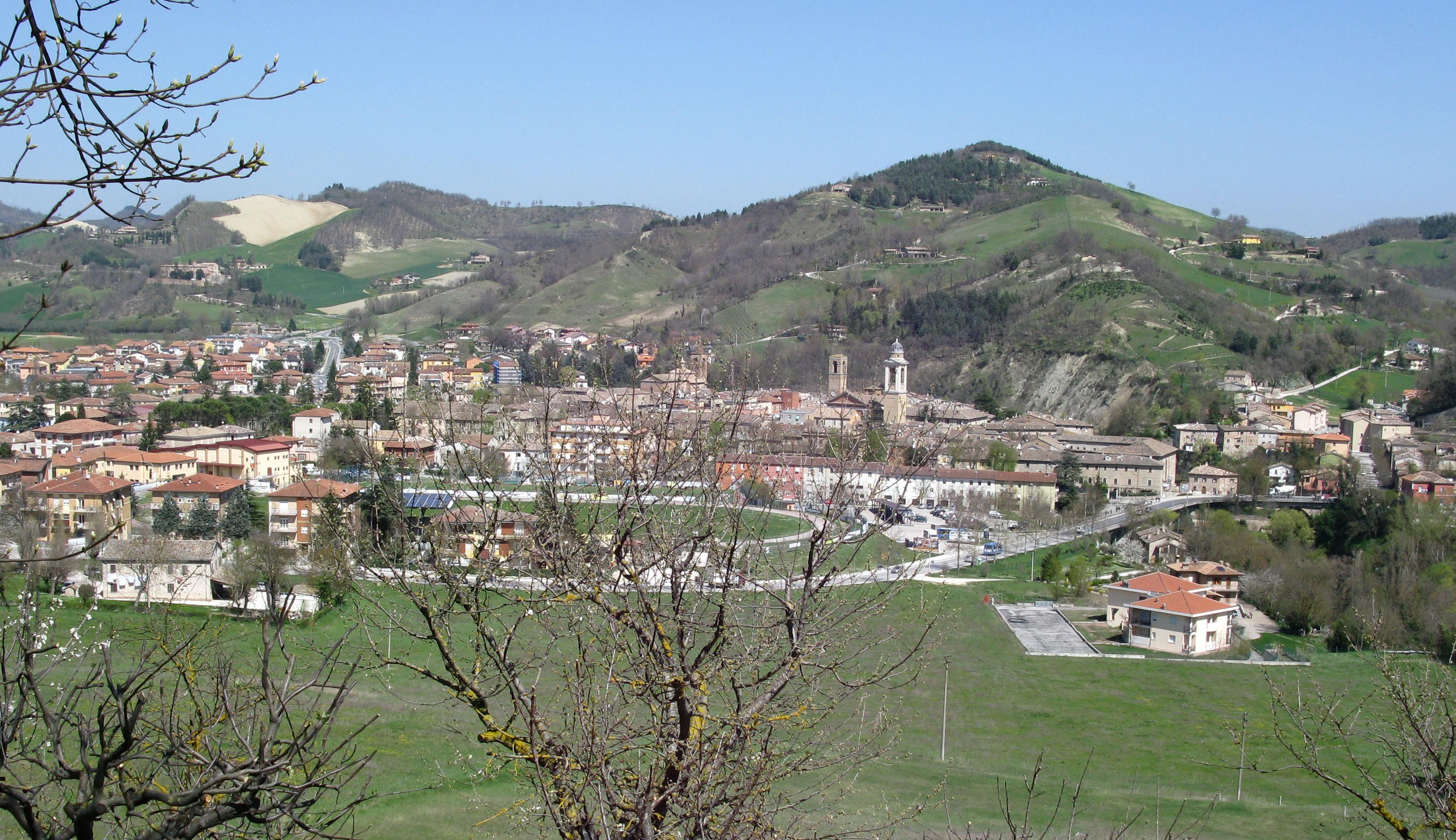
Urbania